# 拉欽國際機場
拉欽國際機場是亞塞拜然拉欽區正建造中的機場，於2021年8月17日正式開工，計畫將於2024年完工啟用。此機場選址位於拉欽區的Qorçu，距拉欽市約30公里、距克爾巴賈爾約60公里、距舒沙約70公里，海拔高度為1700至1800公尺，將為亞塞拜然海拔最高的機場，跑道則預計為3公里長。另外此機場也將是繼菲祖利國際機場與贊格蘭國際機場後，亞塞拜然在2020年納戈爾諾-卡拉巴赫戰爭獲得的領土上建造的第三座機場。